# Бывшие публичные дома для японских солдат в Нанкине
Бывшие публичные дома для японских солдат в Нанкине — комплекс расположенных на аллее Лицзи зданий, являющихся охраняемыми памятниками культурного наследия Нанкина (南京市文物保护单位).

## История

### В годы войны
После захвата в ходе японо-китайской войны в декабре 1937 года Нанкина в городе начались массовые убийства и изнасилования. Несмотря на приказ, запрещавший насилие, фактически военное командование закрывало глаза на любые зверства солдат и офицеров. Сексуальное насилие над женщинами рассматривалось как нормальное поведение оккупантов на оккупированных территориях. Более того, для контроля над процессом японцы стали организовывать публичные дома, которые были эвфемистически названы «станциями утешения», и где содержались так называемые «женщины для утешения», которых  насильно принуждали к занятию проституцией. Первый такой публичный дом под Нанкином был открыт в 1938 году.
В дальнейшем в Нанкине было открыто более 40 подобных «станций». Поскольку воспитанные в конфуцианской философии женщины, подвергшиеся сексуальному насилию, часто кончали жизнь самоубийством, а выжившие предпочитали скрывать свой позор, после войны определить места расположения «станций утешения» в Нанкине было затруднительно, многие из них не найдены по сей день. Семь зданий, находящихся в престижном районе города, известном в то время как Новая деревня Пуцин, на аллее Лицзи, стали единственными «станциями утешения», которые были определены по показаниям выживших «женщин для утешения». Известно, что в доме № 2 (называвшемся «Станцией утешения Синономэ» или «Восточным отелем») и доме № 18 (называвшемся «Станцией утешения родного города») содержалось свыше двухсот женщин из Китая, Кореи и Японии. Этот комплекс из семи зданий считается крупнейшим в Азии.

### В XXI веке
На сегодня большинство других зданий, в которых во время войны действовали японские «станции утешения», снесены, и 9 июня 2014 года было принято решение включить комплекс из семи зданий на аллее Лицзи в перечень охраняемых памятников культурного наследия Нанкина. Придание комплексу зданий нового статуса ставит целью, помимо прочего, сохранение свидетельств о трагедии женщин, пострадавших от политики японского милитаризма.

## Галерея

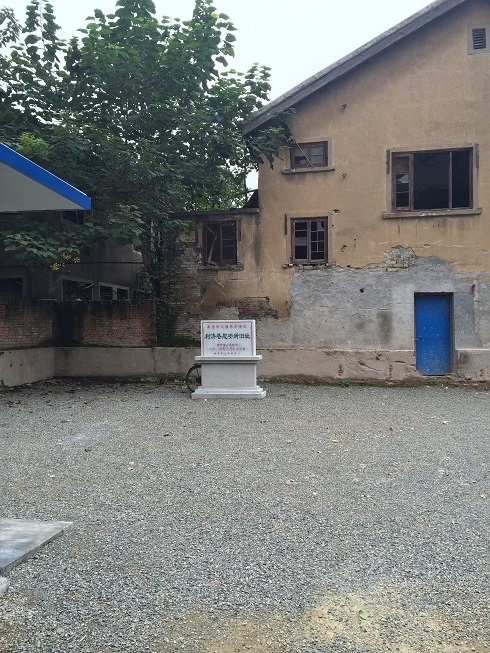
Во дворе с западной стороны находится памятник «Отделу защиты культурных реликвий Нанкина».
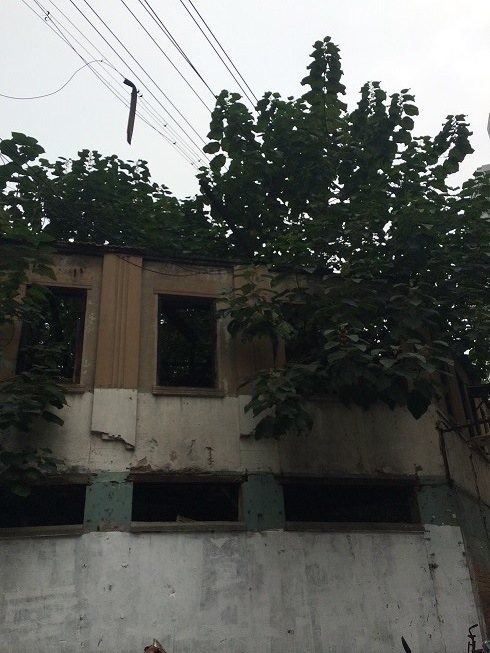
Юго-западный фасад Г-образного фасадного дома (состояние до реставрации)
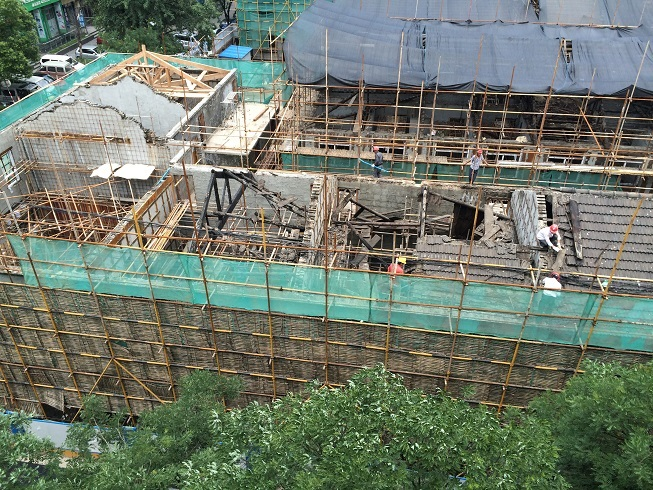
Крыша Г-образного фасада (на реставрации)
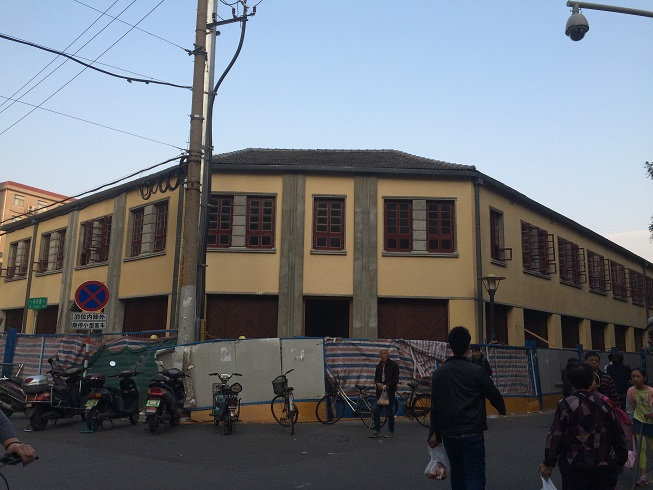
После реставрации юго-западного фасада и двух крыльев Г-образного здания